# Kommandoflagge

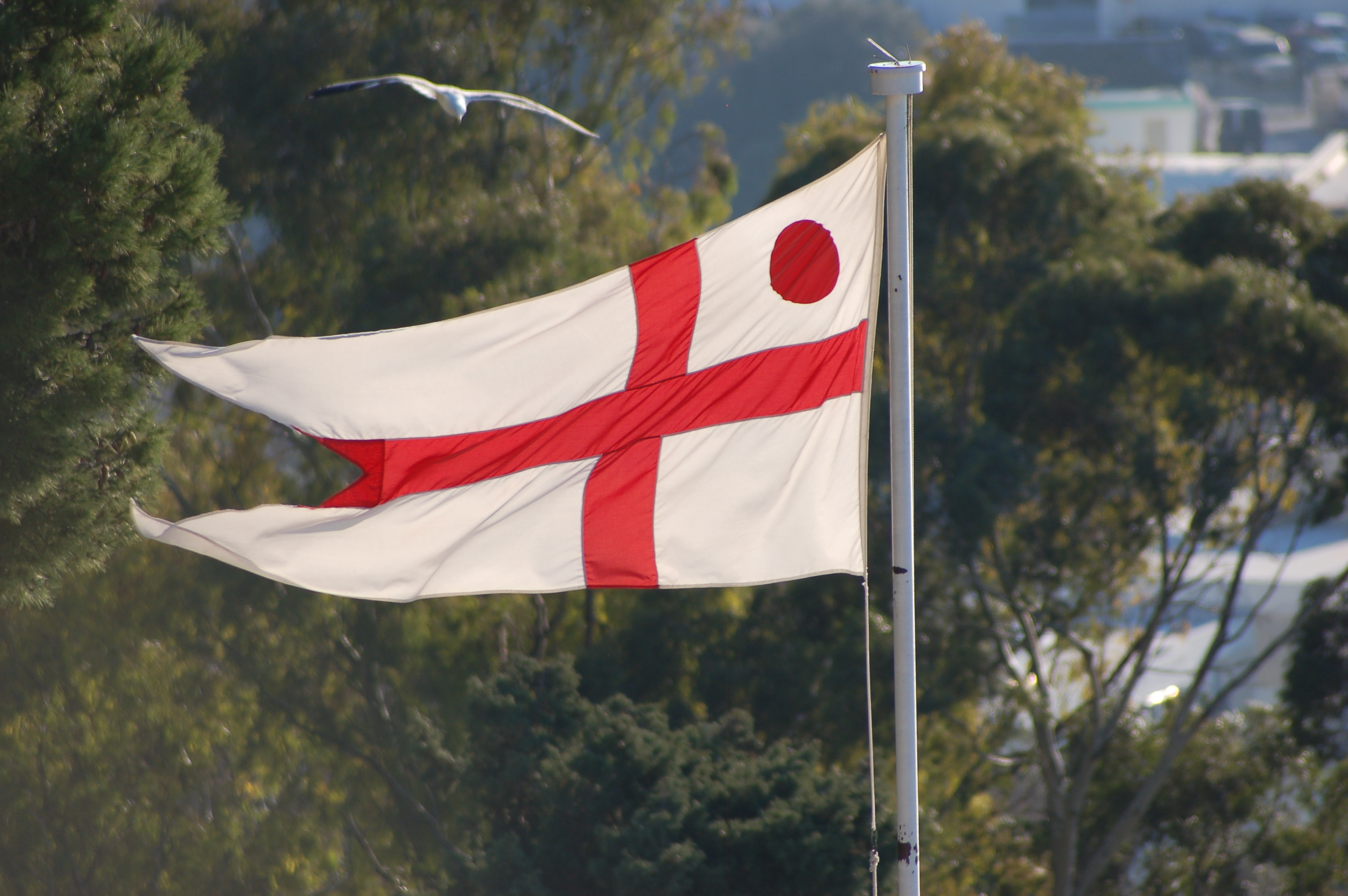
Rangflagge eines Commodore der Royal Navy

Die Kommandoflagge (auch Rangflagge, bei der Marine auch Pennant oder Kommandozeichen, in der Schweiz Fanion genannt) ist ein bei verschiedenen Streitkräften eingeführtes Zeichen, durch das der Standort eines höheren Befehlshabers gekennzeichnet wird.

## Deutschland

### Marine

Admiral
Vizeadmiral
Konteradmiral
Flaggkommandør
Commodore

#### Deutsche Marine (seit 1956)
Die Deutsche Marine kennt der Rangfolge nach aufsteigend folgende Kommandozeichen, die seit der Zeit der Kaiserlichen Marine mit nur geringen Veränderungen geführt werden. Weitere Bezeichnungen des Kommandantenwimpels sind als Breitwimpel oder Kriegswimpel bekannt.

Kommandantenwimpel

Kommandantenwimpel: Das Völkerrecht verpflichtet jeden Kommandanten eines in Dienst befindlichen Kriegsschiffes, neben der Seekriegsflagge („Dienstflagge der deutschen Seestreitkräfte“) den Kommandantenwimpel zu fahren, sofern er Offizier ist. Der Kommandantenwimpel der Deutschen Marine ist aus weißem Flaggentuch und an der Stockseite mit einem schwarzen Eisernen Kreuz bedruckt. Eine Sonderform ist der Heimatwimpel, der nach einjähriger Abwesenheit vom Heimathafen gesetzt werden darf. Er reicht von der Mastspitze bis ins Kielwasser des Schiffes.
Divisionsstander: Zum Führen des Divisionsstanders ist der Führer einer Division berechtigt, einer Untergliederung eines Geschwaders. Als Divisionsführer werden regelmäßig die stellvertretenden Kommandeure von Bootsgeschwadern eingesetzt. Der Divisionsstander ist ebenfalls aus weißem Flaggentuch gefertigt und mit einem schwarzen Eisernen Kreuz am stehenden Liek bedruckt, das etwas weniger als die volle Höhe des Standers einnimmt.

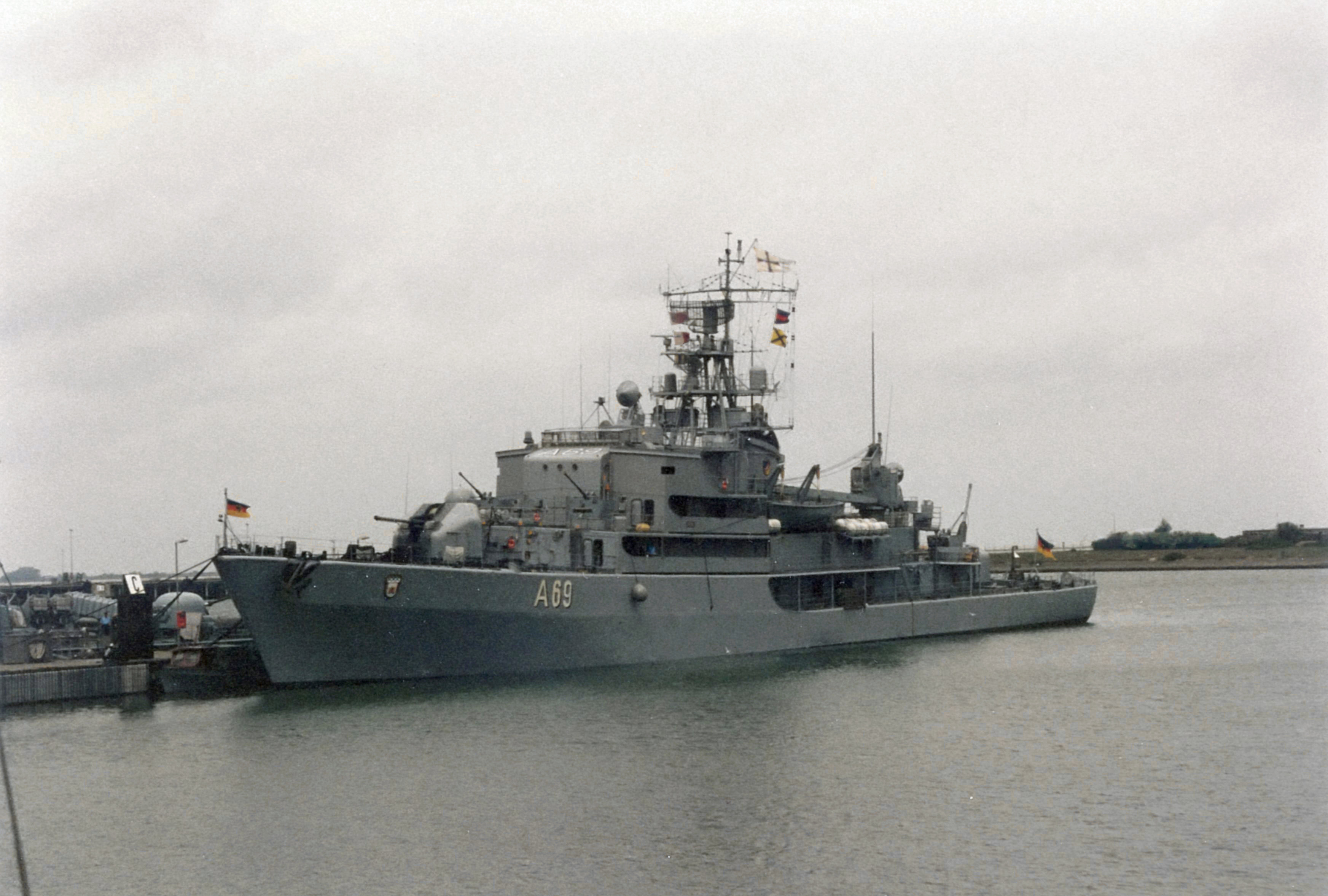
Tender Donau mit Geschwaderstander

Geschwaderstander: Zum Führen des Geschwaderstanders ist der Kommandeur eines Geschwaders berechtigt, sofern er sich an Bord einer seegehenden Einheit eingeschifft hat. Der Geschwaderstander misst auf größeren Schiffen etwa 1 m × 1,5 m und ist doppelt gestandert, d. h. rechtwinklig am auswehenden Liek eingeschnitten („Schwalbenschwanz“). Er ist ebenfalls aus weißem Flaggentuch gefertigt und mit einem schwarzen Eisernen Kreuz am stehenden Liek bedruckt, das die volle Höhe des Standers einnimmt.
Gruppenstander: Führt ein Offizier einen Verband aus Fahrzeugen, die ihm nicht auch truppendienstlich unterstehen, so führt er einen Gruppenstander. Der Gruppenstander entspricht dem Geschwaderstander im Aussehen, wird jedoch nicht im Mast, sondern in der Steuerbord-Rah geführt.
Flottillenstander: Zum Führen des Flottillenstanders ist der Kommandeur einer Flottille berechtigt, sofern er sich an Bord einer seegehenden Einheit eingeschifft hat und nicht Flaggoffizier ist (was aber die Regel ist, weshalb dieser Stander nur sehr selten Verwendung findet). Die Form ist gleich wie beim Geschwaderstander, jedoch wird dieser Stander als Banner geführt, d. h., er wird auf einen Stock aufgezogen, der an beiden Enden mit goldenen Kappen abschließt und mittig befestigt gesetzt wird.

Divisionsstander
Geschwaderstander
Flottillenstander

Personalflaggen: Sie sind strenggenommen keine Kommandozeichen, sondern Flaggen, die den Dienstgrad des Offiziers, der zu ihrer Führung berechtigt ist, anzeigen (daher die Bezeichnung Flaggoffizier). Da Flaggoffiziere in der Regel Kommandoinhaber sind, zählt man die Personalflaggen ebenfalls zu den Kommandozeichen. Sie sind alle von quadratischer Form und aus weißem Flaggtuch gefertigt. Über die ganze Fläche erstreckt sich ebenfalls ein schwarzes Eisernes Kreuz. In den vier Fächern, die das Eiserne Kreuz freilässt, werden zur Anzeige des Dienstgrades schwarze Punkte hinzugefügt, je weniger, desto höher der Dienstgrad: drei – Flottillenadmiral, zwei – Konteradmiral, einer – Vizeadmiral, keiner – Admiral.

Admiral
Vizeadmiral
Konteradmiral
Flottillenadmiral

Bootswimpel: Zusätzlich sind Flaggoffiziere und Generale berechtigt, sogenannte Bootswimpel an Beibooten militärisch besetzter Kriegsschiffe zu führen, die den Rangzeichen an Kraftfahrzeugen nachempfunden sind: Für Admirale sind dies goldene Sterne auf dunkelblauem Grund, für Generale des Heeres goldene Sterne auf rotem, bei Luftwaffe auf hellblauem Grund. Hier gilt: Admiral/General – vier Sterne, Vizeadmiral/Generalleutnant – drei Sterne, Konteradmiral/Generalmajor – zwei Sterne, Flottillenadmiral/Brigadegeneral – ein Stern.

Bootswimpel Admiral
Bootswimpel Vizeadmiral
Bootswimpel Konteradmiral
Bootswimpel Flottillenadmiral
Bootswimpel General
Bootswimpel Generalleutnant
Bootswimpel Generalmajor
Bootswimpel Brigadegeneral

#### Volksmarine der DDR (1956 bis 1990)
In der Nationalen Volksarmee der Deutschen Demokratischen Republik wurden die traditionellen deutschen Flaggen nicht übernommen. Die neuen Flaggen orientierten sich zum Teil an denen der Sowjetischen Marine.

Chef der Volksmarine
Stellvertreter des Ministers für Nationale Verteidigung und Chef des Hauptstabes sowie Stellvertreter mit Admiralsdienstgrad
Verteidigungsminister
Konteradmiral
Vizeadmiral
Admiral

#### Kaiserliche (1872 bis 1918) und Kriegsmarine (1935 bis 1945)
Die Kaiserliche Marine kannte außerdem folgende Kommandoflaggen:

Breitwimpel des Kaisers: Höchste Kommandoflagge, die bei Anwesenheit des Kaisers gehisst wurde (1895–1918)

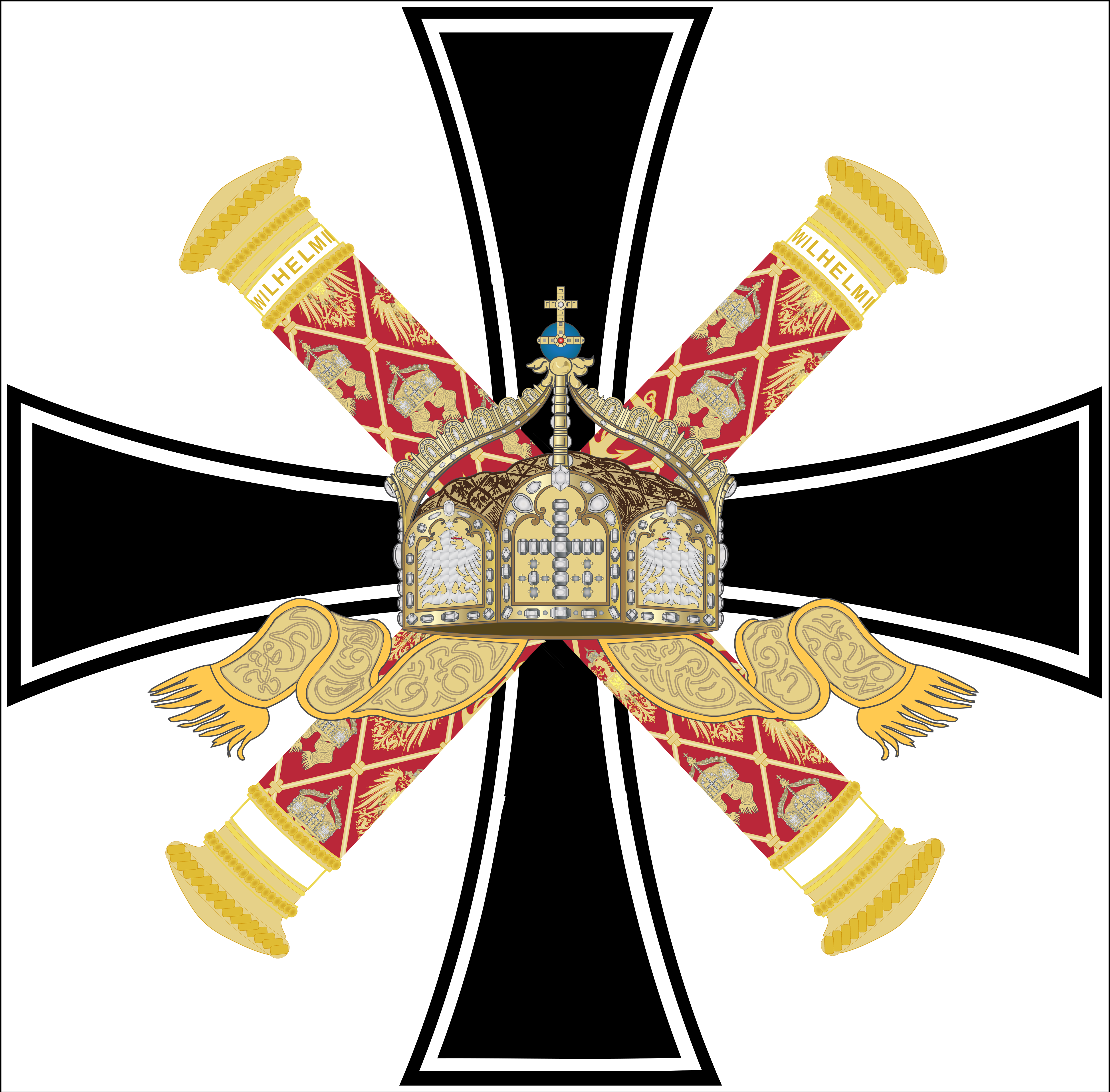
Großadmiral (1900–1918)
Chef der Admiralität (1871–1889)
Kommandierender Admiral (1889–1899)
Admiral als Chef des Admiralstabs der Marine; Vize- bzw. Konteradmiral mit einem bzw. zwei Rangbällen (1908–1918)
Vizeadmiral Zweites Geschwader (1904–1918)
Konteradmiral Zweites Geschwader (1904–1918)

Für die Kriegsmarine wurden für die höheren Befehlshaber neue Flaggen geschaffen, die sich an denen der Kaiserlichen Marine orientierten.

Oberkommandierender der Marine (nicht Großadmiral) (1935–1939)
Großadmiral (1939–1945)
Admiralinspekteur (1943–1945)

### Heer

Marechal do Exército Marschall
General
Tenente-General Generalleutnant
Major-General Generalmajor

Beim Heer der Bundeswehr werden Kommandoflaggen in Form jener des Deutschen Reiches verwendet, nur werden (wie in der Marine des Deutschen Bundes) die Farben Schwarz-Rot-Gold benutzt. Zudem wurden neue Kommandoflaggen für Einheiten bis auf Kompanieebene eingeführt. Diese sind mit der Waffenfarbe der jeweilige Truppengattung hinterlegt.

## Italien

### Marine des Königreichs Italien

Ministro della Marina
Sottosegretario della Regia Marina
Grande ammiraglio
Ammiraglio d’armata
Generale d’armata
Ammiraglio di squadra
Generale ispettore
Ammiraglio di divisione
Tenente generale
Contrammiraglio
Maggiore generale
Capitano di vascello comandante di divisione

## Litauen

Oberbefehlshaber der Streitkräfte
Stabschef
Oberbefehlshaber der Marinestreitkräfte

## Niederlande
In der niederländischen Marine unterscheidet man zwischen Kommandoflaggen, die für die Funktion, und Rangflaggen, die für den Rang stehen.

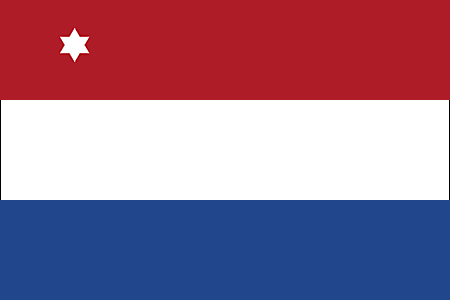
Rangflagge des Kommodores
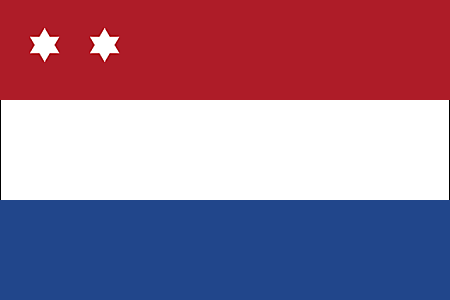
Rangflagge des Konteradmirals oder Generalmajors
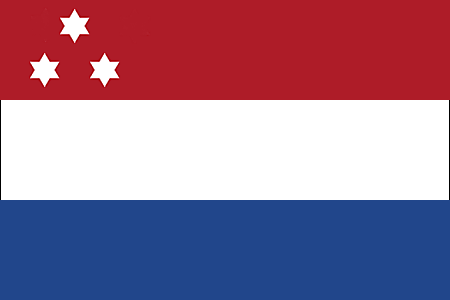
Rangflagge des Vizeadmirals oder Generalleutnants
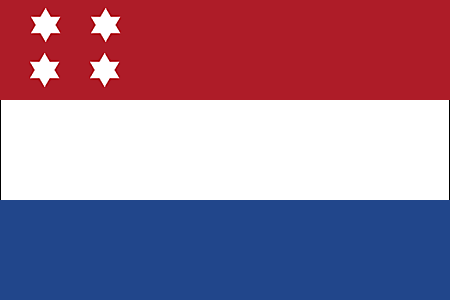
Rangflagge eines Admiralleutnants
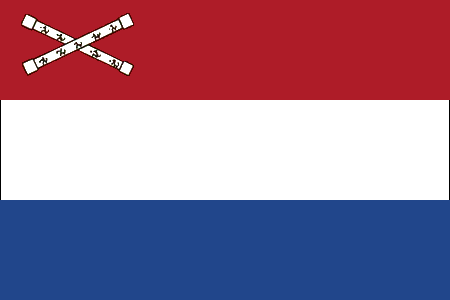
Rangflagge des Admirals
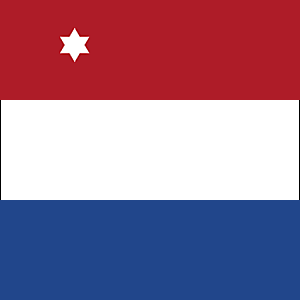
Kommandoflagge des Kommodores
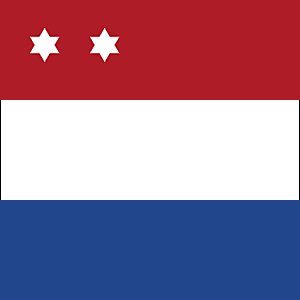
Kommandoflagge des Konteradmirals oder Generalmajors
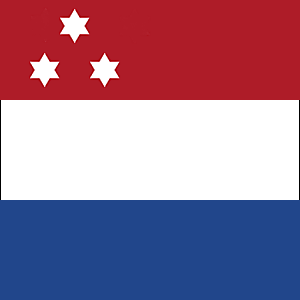
Kommandoflagge des Vizeadmirals oder Generalleutnants
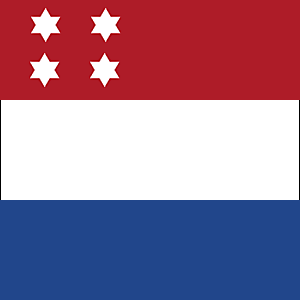
Kommandoflagge des Admiralleutnants
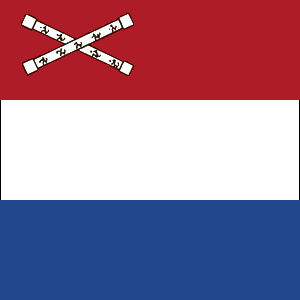
Kommandoflagge des Admirals

## Österreich

General des Heeres

## Norwegen
Der Löwe auf den Flaggen des Verteidigungsministers und des Oberbefehlshabers entsprechen jenem auf dem Staatswappen Norwegens. Als dieser 1937 auf dem Wappen stilisiert wurde, geschah dasselbe mit den Löwen auf den Flaggen. Die Kommandozeichen der Flaggoffiziere sind seit 1905 unverändert.

Verteidigungsminister, seit 1937
Oberbefehlshaber der Streitkräfte, seit 1937

### Marine
- Admiral
- Vizeadmiral
- Konteradmiral
- Flaggkommandør
- Commodore

### Heer und Luftwaffe

General
Generalleutnant
Generalmajor
Brigadegeneral

## Portugal

### Marine

Minister der Marine
Stabschef der Marine
Admiral der Flotte
Admiral
Vizeadmiral
Konteradmiral

### Heer
- Marechal do Exército
Marschall
- General
- Tenente-General
Generalleutnant
- Major-General
Generalmajor

## Schweiz

General & Chef der Armee
Korpskommandant
Divisionär
Brigadier

## Vereinigtes Königreich

### Royal Navy

Kommandantenwimpel (commissioning pennant)

Commodore
Rear Admiral
Vice Admiral
Admiral

### Royal Air Force

Squadron Leader
Wing Commander
Group Captain
Air Commodore
Air Vice Marshal
Air Marshal
Air Chief Marshal
Marshal of the Royal Air Force

## Vereinigte Staaten

### US Navy

Secretary of the Navy
Chief of Naval Operations
Commissioning pennant

### US Coast Guard

Commandant of the Coast Guard
Vice Commandant
Vice Admiral
Rear Admiral
Rear Admiral (Lower Half)
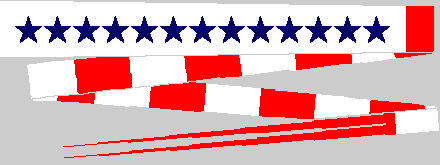
Commissioning pennant

### US Army

Chief of Staff of the Army
Vice Chief of Staff of the Army

### US National Guard

Chief of the National Guard Bureau